# Martin Lange (Mediziner)
Martin Lange (* 12. September 1753 in Kronstadt; † 17. Juli 1792 in Bad Bodok) war ein Siebenbürger Arzt und Mitglied der Leopoldina.
Martin Lange war zwei Jahre alt, als 1755 in Kronstadt die Pest ausbrach. Martin Lange studierte Medizin in Leipzig, Göttingen, Wien, Tyrnau und Erlangen. Er kehrte anschließend nach Kronstadt zurück und entfaltete eine vielseitige Tätigkeit als Arzt und Hygieniker. Er befasste sich mit Augenkrankheiten, mit dem infektiösen Fieber und mit der Pest, die Siebenbürgen mehrfach heimsuchte. Auch die Volksmedizin, die Ausbildung von Hebammen und die Veterinärmedizin machte er zu seinen Aufgaben. In der Volksmedizin suchte er nach Heilmitteln gegen infektiöses Fieber und gegen die Pest. Im Jahre 1791 stellte Lange einen Plan zur Verbesserung der Hebammen-Anstalten im Burzenländischen Distrikte auf und forderte darin die Einführung eines sechswöchigen Kurses für die Hebammen mit einer abschließenden Prüfung. Er wollte der schlechten Versorgung mit Hebammen in den Gemeinden entgegenwirken.
Lange wurde im Jahr 1789 in die Leopoldina aufgenommen. Er trug den Beinamen Atiphanes. Zu seinen bedeutendsten Leistungen gehören seine Beobachtungen zum epidemischen Ikterus (Gelbsucht). Diese Massenerkrankung erlebte er in Kronstadt in den Jahren 1784–1785. Die Arbeit über diese Erkrankung wurde im Jahre 1791 im 8. Band der Nova acta physicomedica Academiae Caesareae Leopoldino-Carolina naturae curiosorum unter dem Titel Historia Icterorum Epidemicorum publiziert. Präsident der Leopoldina war zu diesem Zeitpunkt der Mediziner Johann Christian Schreber.

## Werke
- Über die häufigsten Viehseuchen in Siebenbürgen, und den verzüglichsten Mitteln solchen abzuhelfen, Hochmeister Hermannstadt (1790)
- Historia Icterorum Epidemicorum (1791)
- Historia Baryocoeiae haereditariae binis familiae illustratae